# グーグル効果
- デジタル性健忘
- デジタル認知症
- デジタル認知障害
- デジタル記憶喪失

グーグル効果 (グーグルこうか、英: Google effect) とは、検索エンジンの利用などにより、オンライン上で容易に確認可能な情報について、記憶せずに忘れる傾向を示す現象である。デジタル機器へ保存した情報に対して発生する現象を含めてデジタル健忘症 (英: digital amnesia) ともいう。
グーグル効果についての最初の研究では、人々のオフラインでの情報学習能力は変化していないにもかかわらず、オンライン上でアクセス可能な情報だと確信している場合に、具体的な詳細を記憶している割合が低いことを示した。

## 概要
この現象は、ベッツィ・スパロウ（コロンビア大学）、ジェニー・リュー（ウィスコンシン大学マディソン校）、ダニエル・ウェグナー（ハーバード大学）のグループがストループ様課題を用いた心理実験からインターネット利用が人間の認知に及ぼす影響を見出し、2011年7月に論文で初めて発表し、命名した。
この論文の研究は4つのパートに分けて実施された。最初のパートでは、被験者は、いくつかの簡単なトリヴィアと難しいトリヴィアの質問に回答し、続けて、日常の単語とブラウザやグーグルといったインターネット関連の単語の両方を含むように変更を加えた、ストループ効果の実験を行った。被験者は、とりわけ難しい質問への回答後にインターネットの単語への反応が遅くなり、トリヴィアの質問がコンピュータを想起させるプライミング効果を示した。2番目の実験では、被験者は複数のトリヴィアについての記述を読むように指定され、半数の被験者へは記述が保存されており、後からでも確認可能であること、残り半数の被験者へは、記述が消去され後から確認することができないと信じるよう誘導を行った。加えて、保存と削除を示唆した、それぞれの被験者の半数へは、記述を記憶するよう明確な指示を与えた。その後、記述を記憶しているか試験を行った。3番目のパートでは、被験者はトリヴィアの記述を読んで入力を行い、その入力内容が消去、保存あるいは具体的な場所へ保存されることを通知した。そして、正確な記述を理解しているか、それが保存されたか、保存されていればどの場所へ保存されていると認識しているかを質問した。最後のパートでは、被験者は再びトリヴィアの記述を入力し、それぞれが一般的な名前のフォルダに保存されたことが伝えられた。その後、記述そのもの、および、その保存されているフォルダを記憶しているか試験を行った。こうした実験の結果、グーグル効果が発生したと論じた。
「デジタル健忘症」という用語は、セキュリティベンダーのカスペルスキーが2015年の調査を基に名付けたものであり「調査結果は『グーグル効果』がオンライン上の事実を超えて、重要な個人情報にまで及ぶことを明らかにした」と主張した。調査では、詳細を記憶する代わりに、91%の人がインターネットを利用し、44%の人がスマートフォンを利用すると示された。また、カスペルスキーが各国の16歳以上の合計6千人を対象に行った調査では、多くの場合、よく知っているはずの電話番号などの重要な情報を思い出すことができなかったが、これはデジタル機器の利用により、それらを容易に見つけることが可能となったことから、忘れたものであると述べた。

## 効果の研究
2011年の最初の調査では、主に3点の調査結果を結論付けている。初めに、人はたとえ正しい答えを知っていたとしても、一般的な知識を尋ねられると、コンピュータに対するプライミング効果が発生する。また、この効果は、その質問が難しい、または答えを知らない場合に顕著に表れる。次に、人は情報を後から確認可能であると信じている場合、情報を覚えない傾向がある。対照的に、資料を覚えることを明確に指示されたとしても、記憶することに大きな影響を与えない。最後に、情報が保存されている場合、人は情報そのものを思い出すよりも、その情報がどこにあるのかを覚えている傾向が強い。さらに、その情報、またはその保存された場所のいずれかを覚えているものの、その両方は覚えていない傾向がある。つまり、この効果はその情報の場所ではなく、情報そのものを記憶している場合にも持続する。
2012年のラヴ・ヴァーシュニーの研究では、グーグル効果は博士論文に見ることができるとしており、引用文献数の長期的な増加傾向は、情報そのものの記憶ではなく、どの論文に情報が含まれているか関連した情報を見つけるための、記憶の向上が反映されていると主張している。さらに、インターネットを通じて得た情報は、百科事典を通じて得た情報よりも、記憶の正確性や、信頼性が低いという現象を説明している。加えて、インターネットを通じて習得した情報を思い出す人は、百科事典で学んだ人と比較して、右中側頭回などの脳領域の活性が低下したことを示している。

### 交換記憶
スパロウのグループは、人々はコンピュータを信頼することにより、情報を容易に共有し、後からでも利用できると思ったことは忘れることが可能であり、情報そのものよりも、その場所を覚えていることから、これを交換記憶の一種であるとし、人とコンピュータが「相互接続のシステム」になりつつあると主張している。すなわち、社会的ネットワーク内で誰が知っているのかを学習するという、従来の交換記憶と根本的には同様のプロセスが、コンピュータが何を記録しており、どうやってそれを探すかを網羅するよう拡張されたとしている。
コンピュータへの依存は、情報を処理し、習得することの妨害となる懸念がある。加えて、インターネット検索を通じて知識を得た人は、それを思い出す自信が持てず、インターネット検索行為自体が、さらなるインターネットの利用の動機となり得ることが示されている。
一方では、グーグル効果が交換記憶の一種であることを疑問視する研究者の声もあり、人とコンピュータ間での相互作用の発生に異議を唱えている。すなわち、コンピュータネットワークやインターネットは、分散認知システムではなく、記憶を呼び起こしたり、情報を容易に調べるために利用される単なる道具である。従来の交換記憶とは異なり、インターネットが消滅しても情報は消えることなく、見つけるために手間が掛かるだけであると主張している。

### ストループ効果の追試
2018年のネイチャーの大規模な追試研究により、スパロウのグループの発表したコンピュータに対するストループ効果 (英: Google stroop effect) の追試が行われたが、現象は再現されなかった。